# 折枝詩
折枝詩，又稱詩鐘。是由七言律詩對偶句的福建定型短詩，因摘取律詩片段似如折枝般而故名。福建最早的「詩鐘」出現於《擊缽吟》。

## 格式
「折枝」是一種有特定格式的詩歌。折枝的創作必須遵循三個基本規則：
1. 平起式：平平仄仄平平仄；仄仄平平仄仄平。
2. 仄起式：仄仄平平平仄仄；平平仄仄仄平平。
3. 拗体式：平平仄仄仄平仄；仄仄平平平仄平。

其中，拗體式平常不怎麼用，屬於七律中出句的小拗，對句救之平仄的格式。折枝詩平仄運用時，可參照律詩「一三五不論，二四六分明」之法，非節奏點，平仄可以從寬。但要避免出現如：「三仄尾」、「三平調」、「犯孤平」的問題。